# دشت غندمان
دشت غندمان هي قرية في مقاطعة بيرانشهر، إيران. يقدر عدد سكانها بـ 42 نسمة بحسب إحصاء 2016.